# 克罗伊茨堡
克罗伊茨堡（德語：Creuzburg，發音：[ˈkʁɔʏtsˌbʊʁk] ⓘ）是德国图林根州瓦特堡县曾经的一个市镇，面积35.4平方千米，2017年12月31日人口为2,338人。2019年12月31日，克罗伊茨堡与另外2个市镇合并为新市镇阿姆特克罗伊茨堡。